# بيبي واشنطن
بيبي واشنطن (بالإنجليزية: Baby Washington)‏ هي موسيقية ومغنية أمريكية، ولدت في 13 نوفمبر 1940 في بامبرج في الولايات المتحدة.

## وصلات خارجية
- بيبي واشنطن على موقع ميوزك برينز (الإنجليزية)
- بيبي واشنطن على موقع أول ميوزيك (الإنجليزية)
- بيبي واشنطن على موقع ديسكوغز (الإنجليزية)